# Giftige knolparasolzwam
De giftige knolparasolzwam (Chlorophyllum venenatum) is een schimmel behorend tot de familie Agaricaceae. Hij komt voor op humus in kassen.

## Kenmerken

### Uiterlijke kenmerken
Hoed
De hoed heeft een diameter van 12 tot 17 (en in uiterzonderlijke gevallen tot 30) cm. Er is geen umbo aanwezig. De kleur is donkerbruinop een lichte achtergrond, die radiaal of in grove schubben openscheurt.
Lamellen
De lamellen staan vrij (raken de steel niet). De kleur is wit tot roomkleurig en bij ouder vruchtlichamen wordt kleurt deze roodbruin.
Steel
De steel, waarvan de lengte meestal niet groter is dan de diameter van de hoed, krult niet. De kleur is is bleekwit met een vergankelijke ring. Onderaan de steel bevindt zich een grote, opvallende, duidelijk gerande knol. 
Vlees
Bij kneuzing wordt het vlees oranje, rood of bruinachtig. 
Een onmiddellijke, heldere blauwgroene verkleuring bij contact met ijzer(II)sulfaat, een bedorven geur en een licht groenachtige glans op de lamellen bij jonge vruchtlichamen wordt ook beschreven.

### Microscopische kenmerken
De tussenschotjes van de cellen hebben geen gespen, waarmee het zich onderscheidt van andere knolparasolzwammen. Dit microscopische kenmerk is echter moeilijk te detecteren, aangezien de gewone knolparasolzwam (Chlorophyllum rhacodes) slechts een enkele gespen heeft.

## Verspreiding
Deze soort komt met name voor in Zuid-Europa, maar is ook aangetroffen in Duitsland en Denemarken. In Nederland komt hij zeer zeldzaam voor. Hij is slechts viermaal waargenomen waarvan in 2015 in een tomatenkas.